# Kraken (sito web)
Kraken è un sito web statunitense per lo scambio di criptovalute operante in Canada, Unione Europea, Giappone e negli Stati Uniti, "il più grande sito di scambio al mondo di bitcoin in euro in termini di volume e liquidità". L'exchange fornisce scambi di criptovaluta in valuta fiat e fornisce informazioni sui prezzi a Bloomberg Terminal.
A partire dal 2021, Kraken è disponibile per i residenti di 176 paesi ed elenca 62 criptovalute disponibili per il commercio. Secondo CoinMarketCap, Kraken è il terzo più grande scambio di criptovalute al mondo (ad aprile 2021).

## Storia
Nel settembre 2013 Kraken è stato lanciato dopo due anni di test e sviluppo. Lo scambio inizialmente offriva scambi di bitcoin, litecoin ed euro. Successivamente ha aggiunto ulteriori valute e trading a margine. Nel luglio 2013 Kraken si è unito ad altri attori statunitensi nell'industria emergente dei pagamenti e delle valute digitali per formare il Comitato per l'istituzione della Digital Asset Transfer Authority (DATA). L'obiettivo dichiarato del comitato era quello di istituire DATA come futuro organismo di autoregolamentazione del settore.
Nell'aprile 2014 Kraken è diventato uno dei primi exchange di bitcoin ad essere quotato sul Bloomberg Terminal. Nel maggio 2015 Kraken ha annunciato il lancio beta del trading a margine, diventando uno dei pochi scambi di bitcoin a offrire il trading a margine. Inizialmente la leva massima consentita per il trading long o short era 3x (successivamente aumentata a 5x). Nell'aprile 2017 Kraken ha lanciato opzioni di finanziamento fiat per trasferire dollari statunitensi denominati e valute emesse dal governo. A dicembre 2017 Kraken registrava fino a 50.000 nuovi utenti al giorno.
Il 10 gennaio 2018 Kraken ha sospeso il trading per oltre 48 ore mentre eseguiva un aggiornamento che avrebbe dovuto richiedere solo 2 ore. Dalla prima apertura nel 2011, questa è stata la più lunga interruzione del servizio. Nel febbraio 2019 Kraken ha annunciato di aver raccolto $ 100 milioni in un'offerta diretta ai suoi maggiori clienti con una valutazione di $ 4 miliardi. Nel settembre 2020 Kraken ha ottenuto uno statuto SPDI (Special Purpose Depository Institute) nel Wyoming, diventando il primo exchange di criptovalute a detenere tale charter negli Stati Uniti.
Nel gennaio 2021, Kraken ha rilasciato una app mobile per gli utenti internazionali, che è stata resa disponibile negli Stati Uniti nel giugno 2021. Nel settembre 2022, Dave Ripley, allora direttore operativo, sostituì Powell che divenne presidente del consiglio di amministrazione di Kraken. Nel novembre 2022, la società ha lanciato una versione beta del suo mercato di token non fungibili (NFT).
Nel giugno 2023, il mercato NFT di Kraken è stato ufficialmente lanciato dopo il beta testing, con la possibilità per gli utenti di pagare per le inserzioni tramite fiat o criptovaluta. Nel settembre 2023, Bloomberg ha riferito che Kraken ha pianificato di commerciare per la prima volta al di fuori delle criptovalute, offrendo la negoziazione di azioni quotate negli Stati Uniti e fondi negoziati in borsa.
Kraken ha preso piede in Europa nel corso del 2023 aggiungendo licenze di virtual asset service provider (VASP) in Irlanda, Italia e Spagna; Nell'ottobre del 2023, Kraken ha annunciato l'intenzione di continuare a spingere in Europa acquisendo un crypto-exchange con sede nei Paesi Bassi chiamato Coin Meester B.V. (BCM).
Nel marzo 2024, Kraken ha lanciato una nuova unità denominata Kraken Institutional, con l'obiettivo di fornire servizi agli investitori istituzionali, agli hedge fund e agli emittenti di ETF.
Nell'aprile del 2024, Kraken ha rilasciato “Kraken Wallet”, il proprio portafoglio di criptovalute che supporta otto blockchain.

## Acquisizioni
- 19 gennaio 2016 - l'americano The Coinsetter e il canadese Cavirtex[28]
- 27 giugno 2016 - l'olandese CleverCoin[29]
- 13 dicembre 2016 - l'americano Glidera[30]
- 4 febbraio 2019 - Crypto Facilities[31]

## Mt Gox Recupero Fondi
Nel novembre 2014, Nobuaki Kobayashi, il curatore fallimentare nominato dal tribunale che sovrintende al Monte. Gox liquidation, ha annunciato che Kraken è stato scelto per assistere nelle indagini sulla perdita di bitcoin e nel processo di restituzione dei fondi rimanenti ai creditori. Secondo un articolo del Wall Street Journal, il fiduciario ha affermato che Kraken è stato scelto per la sua comprovata storia operativa e perché la società riferisce che il suo sistema non è mai stato violato dagli hacker.
Mt. Gox, una volta il più grande scambio di bitcoin al mondo, ha dichiarato bancarotta nel febbraio 2014. Il CEO Mark Karpelès ha dichiarato all'epoca che erano stati persi circa 850.000 bitcoin, 100.000 appartenenti alla società e il resto appartenente a circa 127.000 creditori. Successivamente Karpelès ha trovato circa 200.000 bitcoin, lasciando circa 650.000 ancora mancanti. Un articolo del New York Times ha sottolineato che il processo di restituzione dei fondi potrebbe avvantaggiare in modo significativo Kraken perché i creditori dovranno probabilmente creare un account Kraken per riavere i loro soldi e alcuni di loro potrebbero continuare a utilizzare lo scambio.
Nell'aprile 2015, Kraken ha iniziato ad accettare il Monte. Il creditore Gox rivendica tramite il suo sito Web, un processo che richiedeva ai creditori di creare un account Kraken. I creditori potrebbero anche presentare la loro richiesta attraverso il sito web "Mt. Gox". Kraken ha offerto l'incentivo fino a 1 milione di dollari di libero scambio ai creditori che presentavano la loro richiesta a Kraken. Il 6 luglio 2015 il fiduciario ha annunciato che il termine per la presentazione delle richieste online era il 29 luglio 2015. Tuttavia, il trustee non ha annunciato in quel momento alcun termine per l'opzione di deposito cartaceo.
A partire dalla riunione dei creditori del 9 settembre 2015, il fiduciario ha segnalato i fondi garantiti per il Monte. Gox proprietà di 1.242.068.375 JPY e 202.159 bitcoin (insieme per un valore all'epoca di circa 60 milioni di dollari). Il fiduciario ha riferito che stava ancora cercando di ottenere più fondi per la proprietà e che l'assistenza di Kraken nell'indagare sui bitcoin persi era in corso. Non è stata fornita una data in cui i creditori avrebbero potuto aspettarsi di ricevere la loro quota dei fondi rimanenti, ma il fiduciario ha detto che la data per indagare sulle richieste dei creditori è stata estesa alla data della prossima riunione dei creditori.